# Hmotnost tisíce semen

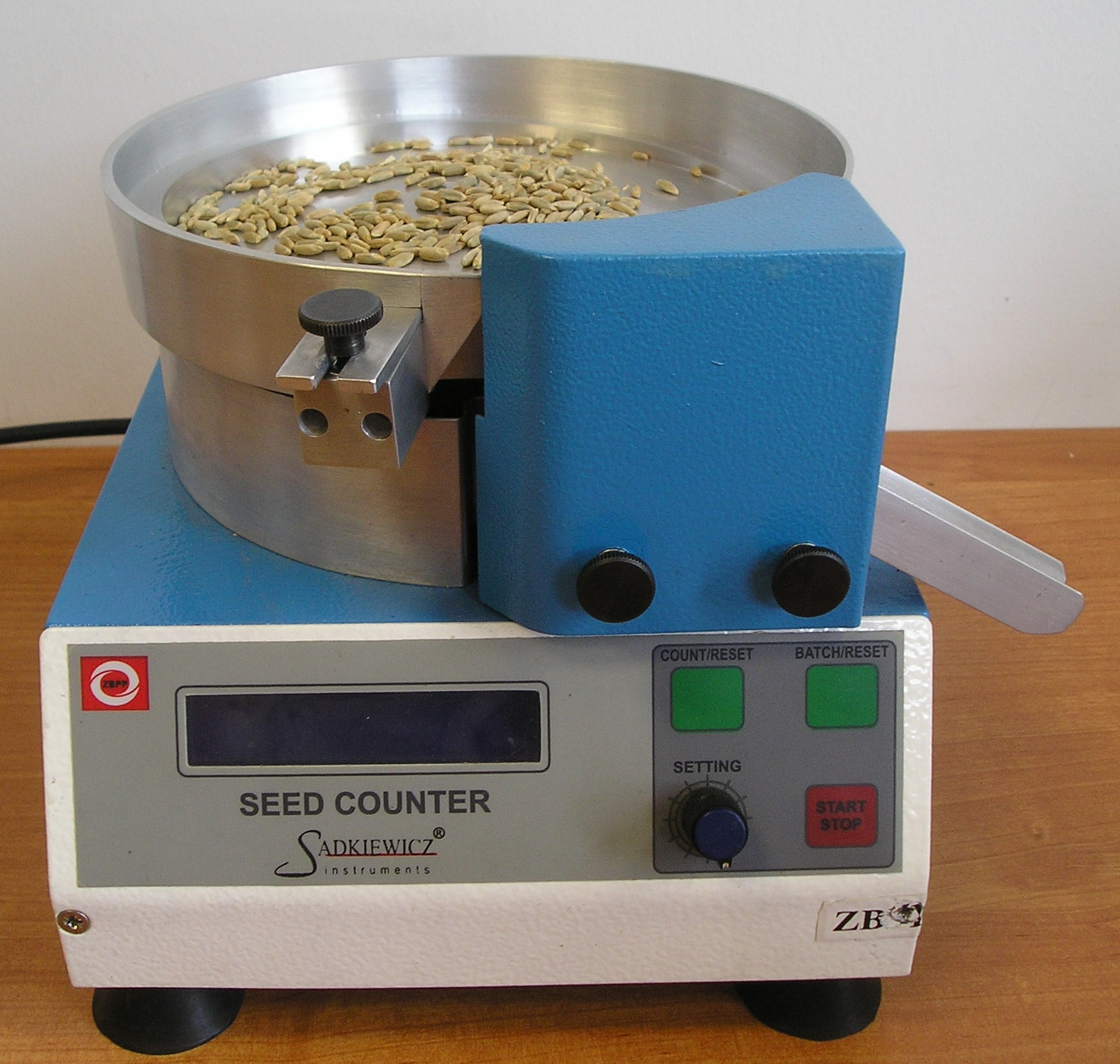
Počítadlo semen

Hmotnost tisíce semen (zkratkou HTS) je jeden ze tří hlavních výnosových prvků u obilnin (dalšími výnosovými prvky jsou: počet klasů na m² a počet zrn v klasu). Zjednodušeně lze říci, že vyšší HTS znamená vyšší výnos plodiny. Není to ale striktní pravda, neboť i při vysokém HTS může být výnos nízký kvůli malému počtu semen v klasu.

HTS se rovněž uvádí u většiny dodávaných osiv. Používá se k výpočtu množství osiva na plochu, kterou potřebujeme osít. U obilnin a některých dalších zemědělských plodin se jako jeden z významných ukazatelů pro pěstování udává výsevek, buď pomocí vzdálenosti řádků a vzdálenosti rostlin v řádku, nebo již přepočtený údaj v MKS - milionech klíčivých semen na hektar.
Např. u ječmene jarního se udává výsevek 4 MKS (miliony klíčivých semen na hektar). Při klíčivosti partie osiva např. 90% to znamená 4,4 milionu semen a pokud známe HTS, snadno vypočteme množství potřebného osiva v kg popř. v tunách.
V případě obilovin se někdy používá pro stejný údaj zkratka HTZ a MKZ (hmotnost tisíce zrn a milionů klíčivých zrn)